# گیسکا توکوئرو
گیسکا توکوئرو (انگلیسی: Gaizka Toquero؛ زادهٔ ۹ اوت ۱۹۸۴) بازیکن فوتبال اهل اسپانیا است.
از باشگاه‌هایی که در آن بازی کرده‌است می‌توان به باشگاه فوتبال دپورتیوو آلاوس، باشگاه فوتبال رئال ساراگوسا، باشگاه فوتبال اتلتیک بیلبائو، و باشگاه فوتبال ایبار اشاره کرد.
وی همچنین در تیم ملی فوتبال باسک بازی کرده‌است.